# Marske (Richmondshire)
Marske – wieś w Anglii, w hrabstwie North Yorkshire, w dystrykcie (unitary authority) North Yorkshire. Leży 70 km na północny zachód od miasta York i 341 km na północ od Londynu.